# خوان أوروزكو
خوان أوروزكو (بالإسبانية: Juan Orozco)‏ هو صانع آلة موسيقية ‏ إسباني، ولد في 14 أبريل 1937 في مدريد في إسبانيا.